# 스나가와정
스나가와정(砂川町)은 도쿄도 기타타마군에 설치되었던 정이다. 현재의 다치카와시에 해당한다.